# Насос вихровий

Насос вихровий – різновид насосів тертя. Частинка рідини, проходячи міжлопатеві канали колеса на шляху від входу у кільцевий канал до виходу з нього, отримує багатократне прирощення енергії і, як наслідок, напору. Завдяки цьому Н.в. розвиває напір у 2 – 4 рази більший, ніж насос відцентровий, при одному й тому ж діаметрі робочого колеса, що обумовлює суттєве зменшення габаритних розмірів та маси машини. Н.в. мають здатність до самовсмоктування, що дає можливість їх використання як вакуумних насосів для заливки відцентрових насосів. 
Робочим органом Н.в. є робоче колесо з радіальними або похилими лопатками, яке поміщене в циліндричний корпус з малими торцевими зазорами. Знаходить застосування при потребі у великому напорі при невеликій подачі. Особливо перспективним є застосування Н.в. для перекачування сумішей рідини та газу, зокрема – летких рідин (бензин, спирт тощо), рідин насичених газами, зріджених газів, кислот, лугів та інших хімічних реаґентів. Недоліком Н.в. є низький к.к.д., який не перевищує 45 % (у найбільш розповсюджених конструкціях – 35 – 38 %) та суттєвий знос при перекачуванні води з вмістом частинок твердого матеріалу. Виготовляються на подачу до 12 л/с при напорі до 250 м вод. ст. 